# Scherma ai Giochi della II Olimpiade
La scherma alle Olimpiadi estive del 1900 fu rappresentata da sette eventi.

## Eventi
| Arma                           | Uomini      | Uomini    | Donne       | Donne     | Totale |
| Arma                           | Individuale | A squadre | Individuale | A squadre | Totale |
| ------------------------------ | ----------- | --------- | ----------- | --------- | ------ |
| Spada                          | ■           | N/D       | N/D         | N/D       | 1      |
| Fioretto                       | ■           | N/D       | N/D         | N/D       | 1      |
| Sciabola                       | ■           | N/D       | N/D         | N/D       | 1      |
| Fioretto per maestri           | ■           | N/D       | N/D         | N/D       | 1      |
| Spada per maestri              | ■           | N/D       | N/D         | N/D       | 1      |
| Spada per maestri e dilettanti | ■           | N/D       | N/D         | N/D       | 1      |
| Sciabola per maestri           | ■           | N/D       | N/D         | N/D       | 1      |
| Totale                         | 7           | 0         | 0           | 0         | 7      |

## Podi

### Uomini
| Evento                                    | Oro                   | Argento              | Bronzo                 |
| Spada                                     |                       |                      |                        |
| Spada individuale (dettagli)              | Ramón Fonst           | Louis Perrée         | Léon Sée               |
| Spada per maestri (dettagli)              | Albert Ayat           | Gilbert Bougnol      | Henri Laurent          |
| Spada per maestri e dilettanti (dettagli) | Albert Ayat           | Ramón Fonst          | Léon Sée               |
| Fioretto                                  |                       |                      |                        |
| Fioretto individuale (dettagli)           | Émile Coste           | Henri Masson         | Marcel Boulenger       |
| Fioretto per maestri (dettagli)           | Lucien Mérignac       | Alphonse Kirchhoffer | Jean-Baptiste Mimiague |
| Sciabola                                  |                       |                      |                        |
| Sciabola individuale (dettagli)           | Georges de la Falaise | Léon Thiébaut        | Siegfried Flesch       |
| Sciabola per maestri (dettagli)           | Antonio Conte         | Italo Santelli       | Milan Neralić          |

## Medagliere
| Posizione | Paese   |   |   |   | Totale |
| --------- | ------- | - | - | - | ------ |
| 1         | Francia | 5 | 5 | 5 | 15     |
| 2         | Italia  | 1 | 1 | 0 | 2      |
| 2         | Cuba    | 1 | 1 | 0 | 2      |
| 4         | Austria | 0 | 0 | 2 | 2      |
| Totale    | Totale  | 7 | 7 | 7 | 21     |